# 泉屋東京店
泉屋東京店（いずみやとうきょうてん）は、神奈川県川崎市高津区久地に本社をおく製菓業者である。クッキーの製造・販売で知られる。クッキーは、1970年代には贈答品洋菓子の定番の一つに数えられた商品である。

## 沿革
創業者の泉伊助は、大阪の船場にあった「泉屋」という鉄や機械を扱う貿易商の3代目だった。
伊助と夫人の園子はともにクリスチャンであり、のちに移住した和歌山県で教会に通ううちアメリカ人宣教師のJ・H・ロイドと出会う。園子夫人はロイドの妻からクッキー作りを学び、伊助も夫人とともにクッキー作りを研究するようになった。
1923年（大正12年）、泉は京都に移り住み、そこでも焼いていたクッキーが評判となり、1927年（昭和2年）に泉屋の看板を掲げてクッキーを売るようになる。
1937年（昭和12年）には店舗を東京・赤坂に移転し、1952年（昭和27年）には麹町に本社店舗を建設し法人化した。
2019年（平成31年）には本社機能を神奈川県川崎市の工場へ移転。

## 事業所

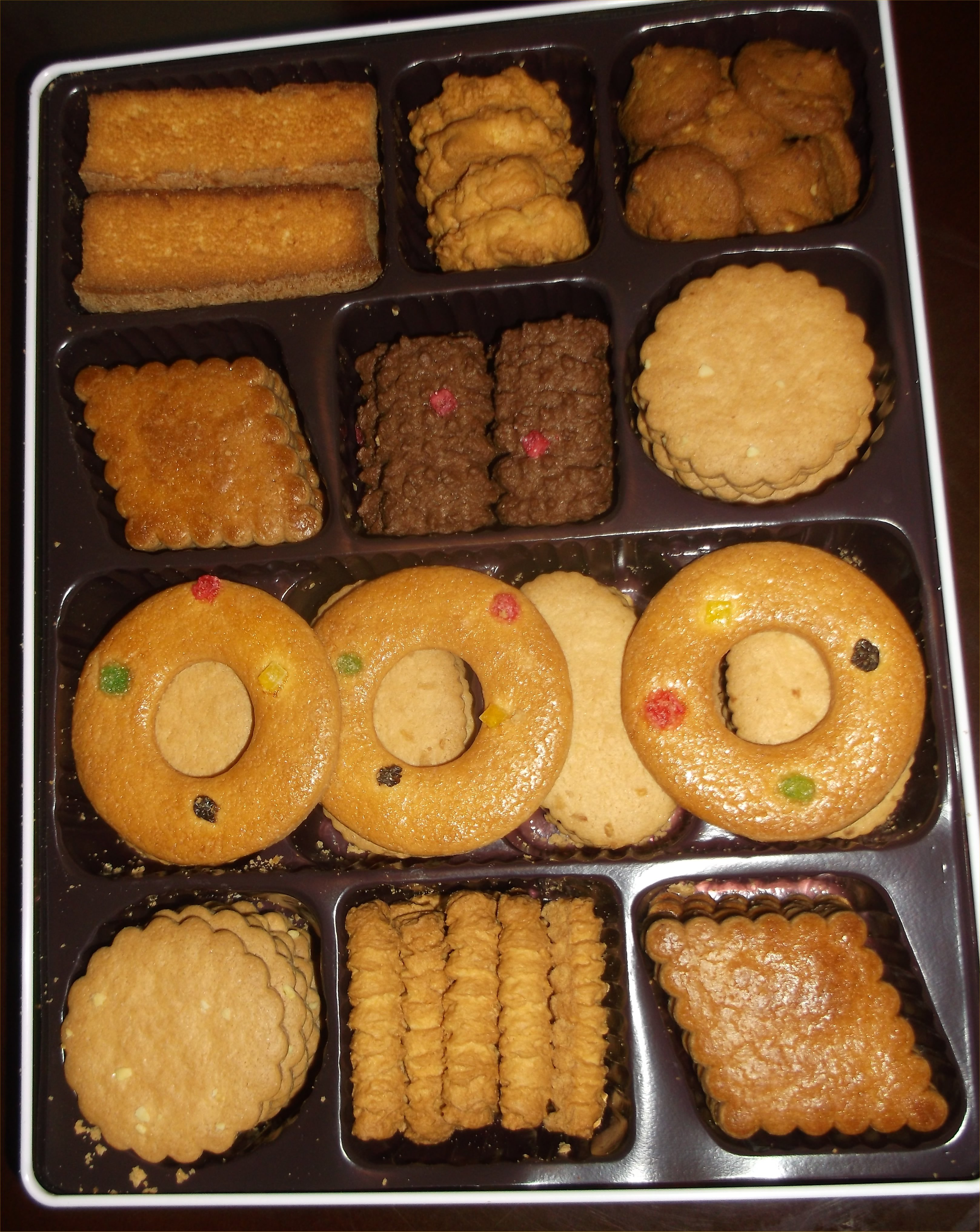
泉屋東京店のクッキー

- 東京本店 - 東京都千代田区麹町
- 本社・工場 - 神奈川県川崎市高津区
- 関西営業所 - 大阪府高槻市天神町
- 福岡出張所 - 福岡県糟屋郡志免町

## 社歌
- 「まあるく大きな」（作詞：西沢実、作曲：藤山一郎。1982年制定[4]）